# Acaciella
Acaciella là một chi thực vật có hoa trong họ Đậu.

## Danh sách loài
- Acaciella angustissima (trước đây: Acacia angustissima)
  - Acaciella angustissima var. angustissima  (trước đây: Acacia angustissima var. angustissima)
  - Acaciella angustissima var. filicoides (trước đây: Acacia angustissima var. filicioides)
  - Acaciella angustissima var. texensis (trước đây: Acacia angustissima var. texensis)
- Acaciella barrancana (trước đây: Acacia barrancana)
- Acaciella bicolor (trước đây: Acacia bicolor)
- Acaciella chamelensis (trước đây: Acacia chamelensis)
- Acaciella glauca (trước đây: Acacia glauca)
- Acaciella goldmanii (trước đây: Acacia goldmanii)
- Acaciella hartwegii (trước đây: Acacia hartwegii)
- Acaciella igualensis (trước đây: Acacia igualensis)
- Acaciella lemmonii (trước đây: Acacia angustissima subsp. lemmonii)
- Acaciella painteri
  - Acaciella painteri var. houghii (trước đây: Acaciella houghii)
  - Acaciella painteri var. painteri (trước đây: Acacia painteri)
- Acaciella rosei (trước đây: Acacia rosei)
- Acaciella sotoi
- Acaciella sousae (trước đây: Acacia sousae)
- Acaciella tequilana
  - Acaciella tequilana var. crinita (trước đây: Acaciella crinita)
  - Acaciella tequilana var. pubifoliolata
  - Acaciella tequilana var. tequilana (trước đây: Acacia tequilana)
- Acaciella villosa (trước đây: Acacia villosa)